# Sergio Concha Munilla
Sergio Aurelio Concha Munilla (26 de noviembre de 1953) es un ingeniero comercial y empresario chileno, ex gerente general del Banco del Desarrollo.
Estudió ingeniería comercial en la Universidad de Chile, desde donde egresó en el año 1979 con una especialización en administración y finanzas.
Tras titularse ingresó al Banco Hipotecario y de Fomento de Chile, donde alcanzó a ser gerente del departamento de crédito para la construcción y vivienda. Luego fue fichado por el Banco de Chile (1981), entidad en la que fue asesor de la gerencia fiduciaria, jefe de plataformas de negocios, subgerente de sucursales, gerente zonal y gerente de la banca de personas.
En 1995 pasó a formar parte del equipo del Banco Osorno que había tomado el control del Banco Concepción. Mientras diseñaba una nueva propuesta en créditos de consumo, el Concepción fue adquirido por CorpBanca (1997) y el gerente general de la entidad, Jorge Selume, lo mantuvo en su cargo.
En 1998 partió a El Salvador a dirigir el Banco de Comercio, firma que pasó a manos de Scotiabank en 2004.
En lo sucesivo trabajó para el grupo canadiense, destacándose su paso por el Banco del Desarrollo entre 2007 y 2009. Una vez concluida la fusión entre este y Scotiabank Sud Americano, pasó a formar parte del directorio del nuevo banco fusionado, Scotiabank Chile.